# Loma Alta, Tantoyuca
Loma Alta är en ort i Mexiko.   Den ligger i kommunen Tantoyuca och delstaten Veracruz, i den sydöstra delen av landet, 240 km nordost om huvudstaden Mexico City. Loma Alta ligger 148 meter över havet och antalet invånare är 324.
Terrängen runt Loma Alta är platt. Runt Loma Alta är det ganska tätbefolkat, med 72 invånare per kvadratkilometer. Närmaste större samhälle är Tantoyuca, 12,0 km väster om Loma Alta. Trakten runt Loma Alta består till största delen av jordbruksmark.